# Omar Sheika
Omar Sheika (* 20. Februar 1977) ist ein ehemaliger US-amerikanischer Profiboxer aus Paterson, New Jersey.
Der in den USA als Sohn palästinensischer Einwanderer geborene Linksausleger wurde bei den Amateuren 1994 US-amerikanischer Juniorenmeister und 1996 US-amerikanischer Meister im Mittelgewicht. Zudem war er Teilnehmer der Juniorenweltmeisterschaften 1994 in Istanbul und wurde 1995 von der New Jersey Boxing Hall of Fame zum Amateurboxer des Jahres gewählt.
1997 wurde er Profi und blieb dies bis 2012. Nach 21 Kämpfen mit Siegen unter anderem gegen Simon Brown und Glen Johnson, boxte er um die WBO-Weltmeisterschaft im Supermittelgewicht, unterlag dabei jedoch im August 2000 gegen Joe Calzaghe. Durch konstante Folgeleistungen erhielt er im September 2002 eine erneute WM-Chance, diesmal um den WBC-Titel, verlor jedoch nach Punkten gegen Éric Lucas.
Nach einer nur durchwachsenen Kampfzeit mit sechs Siegen (u. a. gegen James Butler) und vier Niederlagen, boxte er im Dezember 2004 um die IBF-Weltmeisterschaft gegen Jeff Lacy, dem er jedoch nach Punkten unterlag. Auch einen erneuten WBC-WM-Kampf im September 2005 in Berlin, verlor er durch Punkteentscheid gegen Markus Beyer. Zwei weitere Niederlagen seiner Profilaufbahn erlitt er 2009 gegen Roy Jones junior und 2010 gegen Adrian Diaconu.
Seine Profibilanz beträgt 32 Siege (21 K. o.) und 12 Niederlagen (4 K. o.)